# Раджеш Кутраппалі
Доктор Раджеш Рамаян «Радж» Кутраппалі — вигаданий персонаж серіалу «Теорія великого вибуху», роль якого виконує актор Кунал Найар.
Раджеш — найкращий друг Говарда Воловітца (мати Леонарда вважає, що їх стосунки мають латентно гомосексуальний характер, і в 9-ї серії 4-го сезону п'яний Радж поцілував Говарда) і один з центральних персонажів серіалу. Працює на кафедрі астрофізики факультету фізики Каліфорнійського технологічного інституту. Його головна відмітна особливість — селективний мутизм (вибіркова німота), яка не дозволяє йому говорити з жінками (в тверезому стані). Проте захворювання не поширюється на членів його родини. На відміну від своїх друзів, стежить за світом шоу-бізнесу. Виходець з багатої індійської сім'ї, в будинку якої прислуговує кілька слуг. Його батько — гінеколог, який їздить на «Бентлі». Також був обраний журналом People до списку «30 до 30».

## Цікаві факти
- У 13-й серії 1-го сезону (s01e13, «The Bat Jar Conjecture») Раджеш пропонує взяти в команду для участі у вікторині «дівчину з серіалу „Чудові Роки“» (очевидно, йдеться про Вінні Купер у виконанні Даніки Маккелар). А в 13-й серії 3-го сезону (s03e12, «The Physhic Vortex») Раджеш запрошує на побачення дівчину на ім'я Еббі, яку грає Маккелар.
- У 15-й серії 1-го сезону і в 22-й серії 4-го сезону Радж стає піддослідним — приймає таблетки для подолання сором'язливості перед жінками. Обидві спроби закінчуються невдачею, оскільки препарати мають побічний ефект.
- В 4-й серії 3-го сезону (s03e04, «The Pirate Solution») Радж зізнається, що іноді заради розваги займався вандалізацією Вікіпедії.
- У 24-й серії 4-го сезону показано, що Раджу, нібито, вдалося зайнятися сексом з Пенні. На початку 5-го сезону цей факт спростують. Сексу між персонажами не було, тому що у Раджа трапилася передчасна еякуляція, коли Пенні допомагала йому надіти презерватив.
- Улюблені серіали Раджа — «Секс і Місто», «Анатомія пристрасті» і «Хороша дружина».
- У 20-й серії 7-го сезону зізнався Говарду про те, що рік займається балетом
- Виборча німота Раджеша в процесі серіалу проходить у 24 серії 6 сезону.